# Овчаров Дмитрий Сергеевич
Овчаров Дмитрий Сергеевич (род. 13 февраля 1974, Армавир (Краснодарский край), РСФСР, СССР) — российский военачальник, генерал-лейтенант (2023), участник Второй чеченской войны, войны в Грузии (2008) и войны на Украине.

## Биография
В 1991 году поступил в Рязанское высшее воздушно-десантное командное училище, которое окончил в 1995 году.
Служил в рядах Воздушно-десантных войск Российской Федерации. Участвовал во Второй чеченской войне.
В 2005 году поступил в Общевойсковая академия Вооружённых сил Российской Федерации, окончив её с отличием в 2007 году.
В 2008 году принимал участие в войне в Грузии.
С 2009 года по 2011 год занимал должность командира 247-го гвардейского десантно-штурмового полка.
В 2011 году был назначен заместителем командира 7-й гвардейской десантно-штурмовой дивизии.
Согласно приказу министра обороны РФ от 4 июля 2014 года, был назначен командиром 31-й отдельной гвардейской десантно-штурмовой бригады.
В 2017 году поступил в Военная академия Генерального штаба Вооружённых сил Российской Федерации, которую окончил в 2020 году.
После окончания академии был назначен командиром 205-й отдельной мотострелковой казачьей бригады 49-й общевойсковой армии.
С 2021 года занимал должность командира 102-й российской военной базы (Гюмри, Армения).

## Повышения в званиях
По указу Президента Российской Федерации от 6 декабря 2023 года № 932 Овчарову было присвоено воинское звание Генерал-лейтенант.

## Снятие с должности
После неудачных действий российской группировки на Северском направлении, сопровождавшихся тяжёлыми потерями и неэффективными атаками, Овчаров был снят с должности за дезинформацию вышестоящего командования о темпах продвижения войск. Также причиной послужила утрата танка Т-90МС «Прорыв», который был оставлен экипажем в тылу противника из-за технических неисправностей.

## Дальнейшая служба
По сообщениям на декабрь 2024 года, Овчаров больше не командует 2-м корпусом или 3-й армией, а занимает пост заместителя командующего Центральным военным округом (ЦВО) и действует на Донецком направлении. Командующим 3-й общевойсковой армией стал генерал-майор Алексей Николаевич Колесников.

## Награды и звания
- Орден Кутузова (Россия)
- Орден Александра Невского (Россия)
- Другие государственные награды Российской Федерации

## Личная жизнь
Женат, имеет детей.

## Доходы
Согласно официальным данным, доход Дмитрия Овчарова за 2019 год составил 1,59 млн рублей.